# Palazzo imperiale romano di Milano
(Ausonio, Ordo urbium nobilium, VII.)
Il palazzo imperiale romano di Milano fu una residenza imperiale costruita dall'imperatore Massimiano quando Mediolanum (la moderna Milano) diventò capitale dell'Impero romano d'Occidente, ruolo che ebbe dal 286 d.C. al 402 d.C. Nell'occasione Massimiano abbellì la città con vari monumenti, e una parte considerevole della città (quella occidentale, una vera e propria città nella città) fu riservata al palazzo imperiale e al suo quartiere, che era la residenza dell'imperatore e della sua corte, e che comprendeva locali di rappresentanza e amministrativi, nonché terme private, presidi militari fissi, luoghi di culto privati e aree residenziali.
Come di consuetudine i palazzi imperiali romani avevano un accesso diretto al circo, in modo che l'imperatore potesse recarvisi senza uscire per strada. Mediolanum non fu eccezione, visto che venne creato un passaggio coperto e protetto tramite il quale l'imperatore poteva accedere all'adiacente circo romano di Milano. Nei documenti il palazzo imperiale romano di Milano, il cui quartiere aveva un'estensione totale di 80 000 metri quadri, è citato come palatium o regia. Il palazzo imperiale fu gradualmente abbandonato tra la fine del dominio longobardo e la prima metà del X secolo, con la completa demolizione che avvenne prima della fine del secolo citato: da questo momento in poi il palazzo imperiale di Milano scompare anche dai documenti, fermo restando che se n'è conservata la memoria nel nome della chiesa di San Giorgio al Palazzo, luogo di culto cattolico situato nella moderna piazza San Giorgio al Palazzo, lungo l'asse di via Torino, che risale al XII secolo.
Il quartiere del palazzo imperiale romano di Milano era compreso tra le moderne corso Magenta, via Santa Maria alla Porta, via Santa Maria Fulcorina (queste ultime coincidenti con l'antico decumano massimo) e via Torino (l'antico cardo massimo), tra Porta Ticinese romana e Porta Vercellina romana. Le imponenti murature del palazzo imperiale sono state rinvenute nelle moderne via Brisa, piazza Mentana, via Morigi, via Sant'Orsola, via Borromei, via Gorani e piazza Borromeo. Principalmente sono state trovate fondazioni, alcuni muri fuori terra e parti di pavimenti decorati. Rinvenuti grazie a scavi effettuati tra il 1951 e il 1962, i resti del palazzo nella moderna via Brisa sono facilmente visibili perché situati in un'area verde all'aperto musealizzata. Nelle moderne via Gorani e piazza Borromeo sono stati invece rinvenuti alcuni resti di cortili porticati, ovvero dell'elemento architettonico che costituiva la base del complesso architettonico del palazzo imperiale romano di Milano.

## Storia

L'antica Milano romana (Mediolanum) sovrapposta alla Milano moderna. Il rettangolo più chiaro al centro, leggermente sulla destra, rappresenta la moderna piazza del Duomo, mentre il moderno Castello Sforzesco si trova in alto a sinistra, appena fuori dal tracciato delle mura romane di Milano. Al centro, indicato in rosso salmone, il foro romano di Milano, mentre in verde il quartiere del palazzo imperiale

Nell'età imperiale l'importanza politica, economica e strategico-militare di Mediolanum crebbe per la sua vicinanza al limes germanico-retico di Rezia e Norico, con Roma che non era più unica e centrale nell'amministrazione e nella difesa dell'Impero, come ci racconta lo stesso Tacito nel 69. Da un punto di vista amministrativo l'antica Mediolanum era il capoluogo della regio XI Transpadana, una delle regioni dell'Italia augustea, che furono create nel 9 d.C.. Pertanto, gli uffici amministrativi di questa regio augustea erano situati a Mediolanum.
Nel secolo successivo le ricorrenti invasioni barbariche ne misero in evidenza la qualità di avamposto di difesa. Gli Alemanni, che avevano sfondato il limes germanico-retico e attraversato il Passo del Brennero, si erano spinti in Italia, dove furono intercettati e battuti dalle armate dell'imperatore Gallieno nella battaglia di Milano. Proprio in seguito a tale vittoria, Gallieno, resosi conto dell'impossibilità di proteggere contemporaneamente tutte le province dell'Impero lungo una linea statica di uomini posizionati a ridosso della frontiera, tra il 264 e il 268 decise di costituire una "riserva strategica" centrale, posizionando questa unità proprio a Mediolanum, base ideale per la nuova "forza di intervento rapido", punto strategico equidistante da Roma e dal vicino limes romano settentrionale di Rezia e Norico.
Quando Diocleziano decise di dividere l'Impero romano in due entità, scelse per sé l'Impero romano d'Oriente, con capitale Nicomedia, mentre il suo "collega" Massimiano si mise a capo dell'Impero romano d'Occidente, scegliendo come residenza e capitale Mediolanum  (286 d.C.). In questa occasione il nome della città fu cambiato in Aurelia Augusta Mediolanum. Entrambi gli imperatori entrarono trionfalmente a Mediolanum su un cocchio, con Diocleziano che si riservò l'appellativo di Giovio (da cui il nome di Porta Giovia romana) e Massimiano quello di Erculeo (da cui il nome di Porta Erculea). Sappiamo inoltre che nell'inverno tra il 288 e il 289, come riportato dal panegirista Claudio Mamertino, i due Augusti si incontrarono nuovamente a Mediolanum, probabilmente nel palazzo imperiale romano di Milano, nel frattempo edificato per fornire a Massimiano una complesso architettonico dove far insediare la corte imperiale e gli uffici per amministrare l'Impero romano d'Occidente. L'intero palazzo era riscaldato. Il palazzo fu poi ristrutturato nel IV secolo con il potenziamento dell'impianto di riscaldamento, il rinnovamento delle decorazioni e l'ingrandimento di alcuni ambienti.

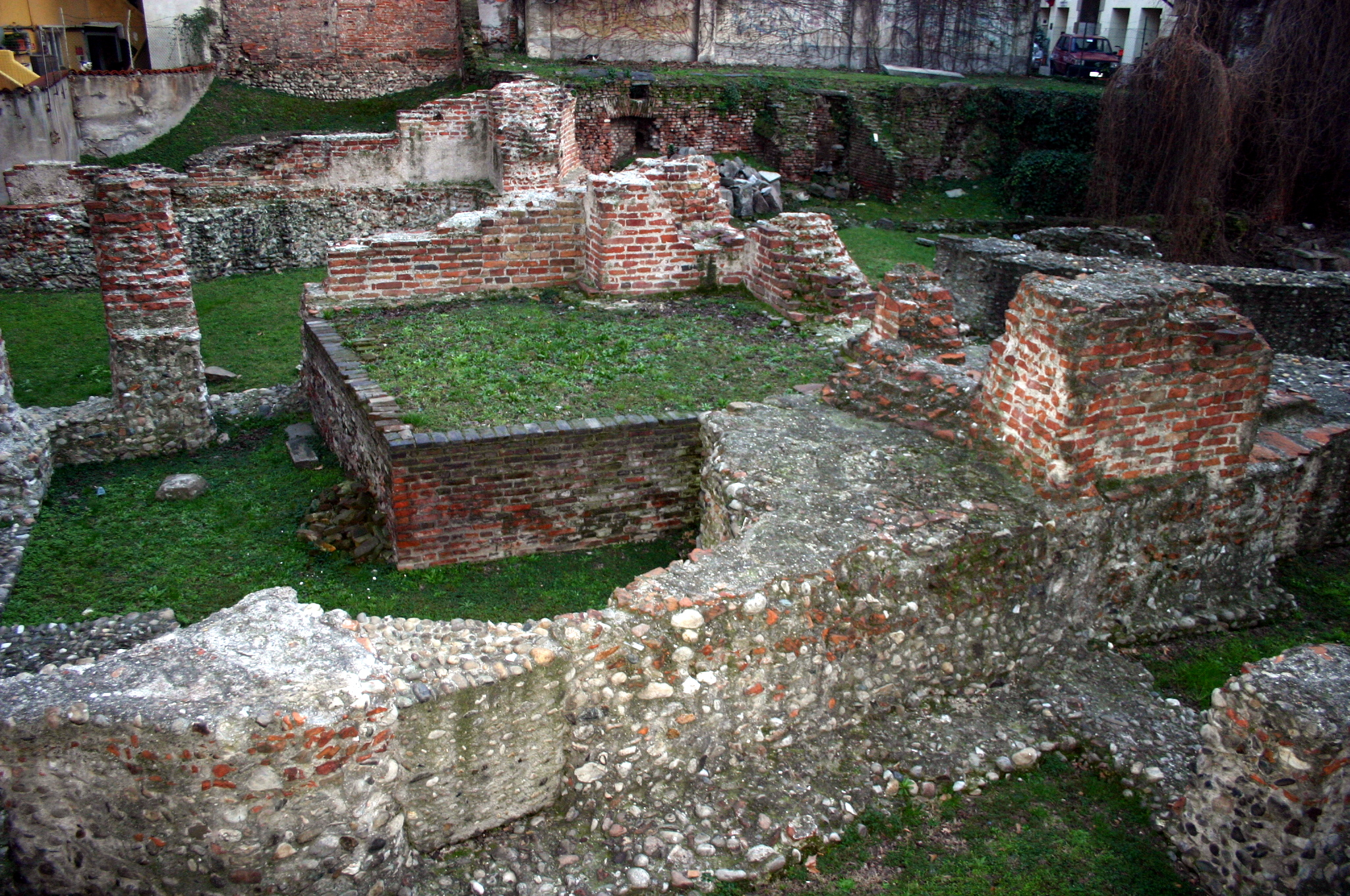
I resti del palazzo imperiale di Mediolanum che si trovano nella moderna via Brisa, dell'epoca dell'imperatore Massimiano, che sono situati in un'area verde musealizzata

Massimiano abbellì la città con vari monumenti. Una parte considerevole della città (quella occidentale, una vera e propria città nella città) fu riservata al palazzo imperiale e al suo quartiere, che era residenza dell'imperatore e della sua corte, e che comprendeva locali di rappresentanza e amministrativi, nonché terme private, presidi militari fissi, luoghi di culto privati e aree residenziali. Le terme erano di piccole dimensioni, e quindi erano destinate a un numero limitato di persone. Come di consuetudine i palazzi imperiali romani avevano un accesso diretto al circo, in modo che l'imperatore potesse recarvisi senza uscire per strada. Mediolanum non fu eccezione, visto che venne creato un passaggio coperto e protetto tramite il quale l'imperatore poteva accedere all'adiacente circo romano di Milano. Non lontani dal palazzo imperiale, e fuori dalle mura romane di Milano, furono anche edificati il Mausoleo imperiale di San Vittore al Corpo e, forse grazie all'iniziativa imperiale, la basilica palatina, oggi conosciuta come basilica di San Lorenzo. Forse anche il toponimo della moderna piazza Vetra sarebbe legata al palazzo imperiale: potrebbe derivare da Castra vetera, con un richiamo al presidio di soldati, nei pressi di Porta Ticinese romana, a guardia del palazzo imperiale romano di Milano. A Mediolanum, nel 313, l'imperatore Costantino promulgò l'Editto di Milano. Mediolanum rimase capitale dell'Impero romano d'Occidente fino al 402 d.C., quando la corte imperiale fu trasferita a Ravenna, in quanto considerata più difendibile e meglio collegata a Costantinopoli. L'imperatore prese questa decisione dopo l'assedio di Milano del 402, che fu opera di Alarico, re dei Visigoti.

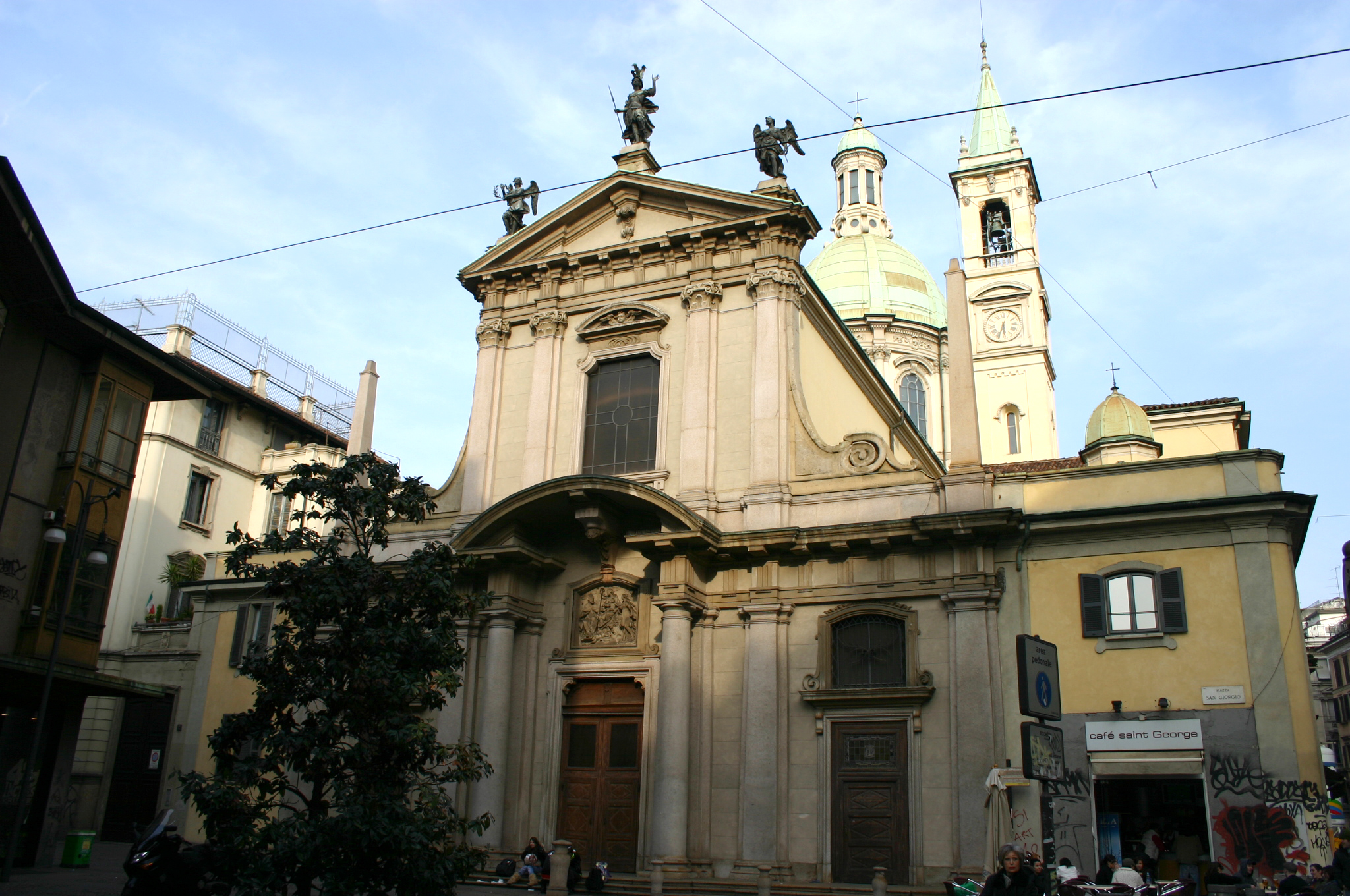
La chiesa di San Giorgio al Palazzo, che si trova Milano in piazza San Giorgio al Palazzo, lungo l'asse di via Torino, e che ricorda, nel nome, l'antica presenza, nei suoi pressi, del palazzo imperiale romano di Milano

Anche dopo il trasferimento della capitale da Mediolanum a Ravenna, il palazzo imperiale romano di Milano continuò a essere accreditato come un importante luogo di potere. Dopo l'assedio di Milano del 452 ad opera di Attila, il re unno ordinò di sostituire un affresco presente sulle pareti interne del palazzo raffigurante la vittoria dei romani sugli Sciti, con un dipinto che mostrava la sua vittoria sull'esercito romano. Durante il dominio bizantino il palazzo non è mai citato nei documenti, mentre i Longobardi usarono alcuni locali della struttura, fermo restando che parte del palazzo iniziò ad essere abbandonata proprio in questo periodo. A testimoniare la perdita di importanza del palazzo, Adaloaldo, figlio di Agilulfo e Teodolinda, venne incoronato re di Longobardi e re d'Italia nel 604 con una cerimonia avvenuta nel circo romano di Milano e non nel palazzo imperiale di Milano. Il palazzo imperiale fu gradualmente abbandonato tra la fine del dominio longobardo e la prima metà del X secolo, con la completa demolizione che avvenne prima della fine del secolo citato: da questo momento in poi il palazzo imperiale di Milano scompare anche dai documenti, fermo restando che se n'è conservata la memoria nel nome della chiesa di San Giorgio al Palazzo, luogo di culto cattolico situato nella moderna piazza San Giorgio al Palazzo, lungo l'asse di via Torino, che risale al XII secolo.
Nei documenti il palazzo imperiale romano di Milano, il cui quartiere aveva un'estensione totale di 80 000 metri quadri, è citato come palatium o regia. I documenti lo citano in riferimento a fatti storici come il già menzionato incontro tra Massimiano e Diocleziano, e altri eventi accaduti nel palazzo come il lancio dei calzari di Costanzo Gallo ai piedi di Costanzo II, fatto raccontato da Ammiano Marcellino nella sua opera Historiae, e il discorso, chiamato III Relatio, proferito dalla delegazione senatoriale di Quinto Aurelio Simmaco nella sala del consiglio del palazzo al cospetto dell'imperatore Valentiniano II e di sua madre Giustina, dove si chiedeva la sopravvivenza delle antiche religioni, che erano state accantonate a favore del Cristianesimo. Il palazzo imperiale romano di Milano è citato da sant'Ambrogio nelle sue cronache, che lo menziona perché lo costeggiava nel suo viaggio quotidiano per recarsi alla basilica di Sant'Ambrogio, all'epoca conosciuta con il nome paleocristiano basilica martyrum. Celebre è la descrizione di Mediolanum data da Ausonio nella sua opera Ordo urbium nobilium, dove cita il circo, il teatro, le terme, la zecca e il palazzo imperiale di Milano, qui chiamato Palatinae arces (it. "rocche palatine") con un richiamo ai palazzi imperiali del Palatino di Roma a sottolinearne l'importanza.

## L'edificio

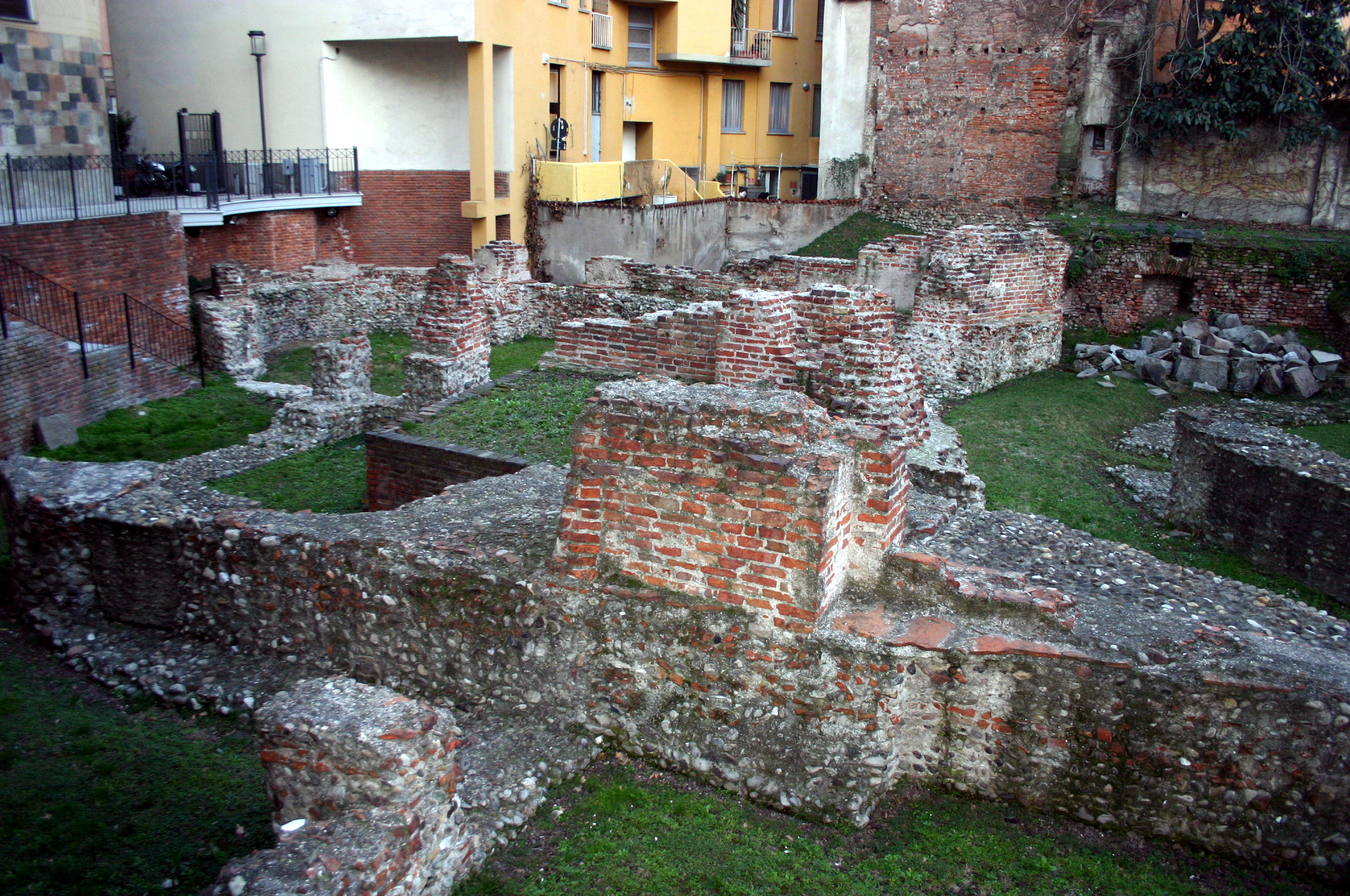
I resti del palazzo imperiale di Mediolanum che si trovano nella moderna via Brisa, dell'epoca dell'imperatore Massimiano, che sono situati in un'area verde musealizzata

Per costruire il palazzo imperiale romano di Milano venne scelta una zona di Mediolanum che era contraddistinta dalla presenza di abitazioni di lusso. Come già accennato, a fianco del palazzo imperiale fu edificato il circo romano di Milano, riproponendo lo schema palazzo imperiale-circo tanto frequente nelle città imperiali sede della corte imperiale. Più precisamente il circo e il palazzo imperiale di Milano si trovavano in quartiere a ovest di Mediolanum, tra Porta Ticinese romana e Porta Vercellina romana. In particolare, il palazzo imperiale era compreso tra le moderne corso Magenta, via Santa Maria alla Porta, via Santa Maria Fulcorina (queste ultime coincidenti con l'antico decumano massimo) e via Torino (l'antico cardo massimo). 
La moderna via Torino, con la costruzione del palazzo imperiale, diventò il nuovo decumano massimo visto che ora collegava il palazzo, centro politico e amministrativo della città, con il Palazzo Arcivescovile, che si trovava dove ora è situata la moderna piazza del Duomo e che rappresentava il centro religioso della città. La posizione e l'estensione del complesso architettonico del palazzo imperiale sono state ricostruite sulla base di indagini archeologiche e di indizi topografici e toponomastici.
Il palazzo imperiale romano di Milano aveva la funzione di residenza ufficiale dell'imperatore, della sua corte e delle sue guardie, nonché la funzione di sede amministrativa principale dell'Impero romano d'Occidente. Il palazzo era costituito da più cortili porticati adeguatamente collegati che davano accesso sia ad ambienti pubblici che privati. L'ingresso del palazzo, situato lungo la moderna via Santa Maria alla Porta, era costituito da un grande vestibolo che dava l'accesso a una sala absidata. Le sezioni del palazzo destinate a funzioni di rappresentanza erano contraddistinte da locali più grandi e dotati di absidi, spesso con pavimenti rialzati, vista la possibile presenza dell'imperatore in vesti ufficiali. Una parte del palazzo era destinato alla famiglia imperiale. Le pareti del palazzo erano ricoperte da affreschi, tra i quali spiccavano quelli che celebravano le vittorie militari degli imperatori romani.

## Resti

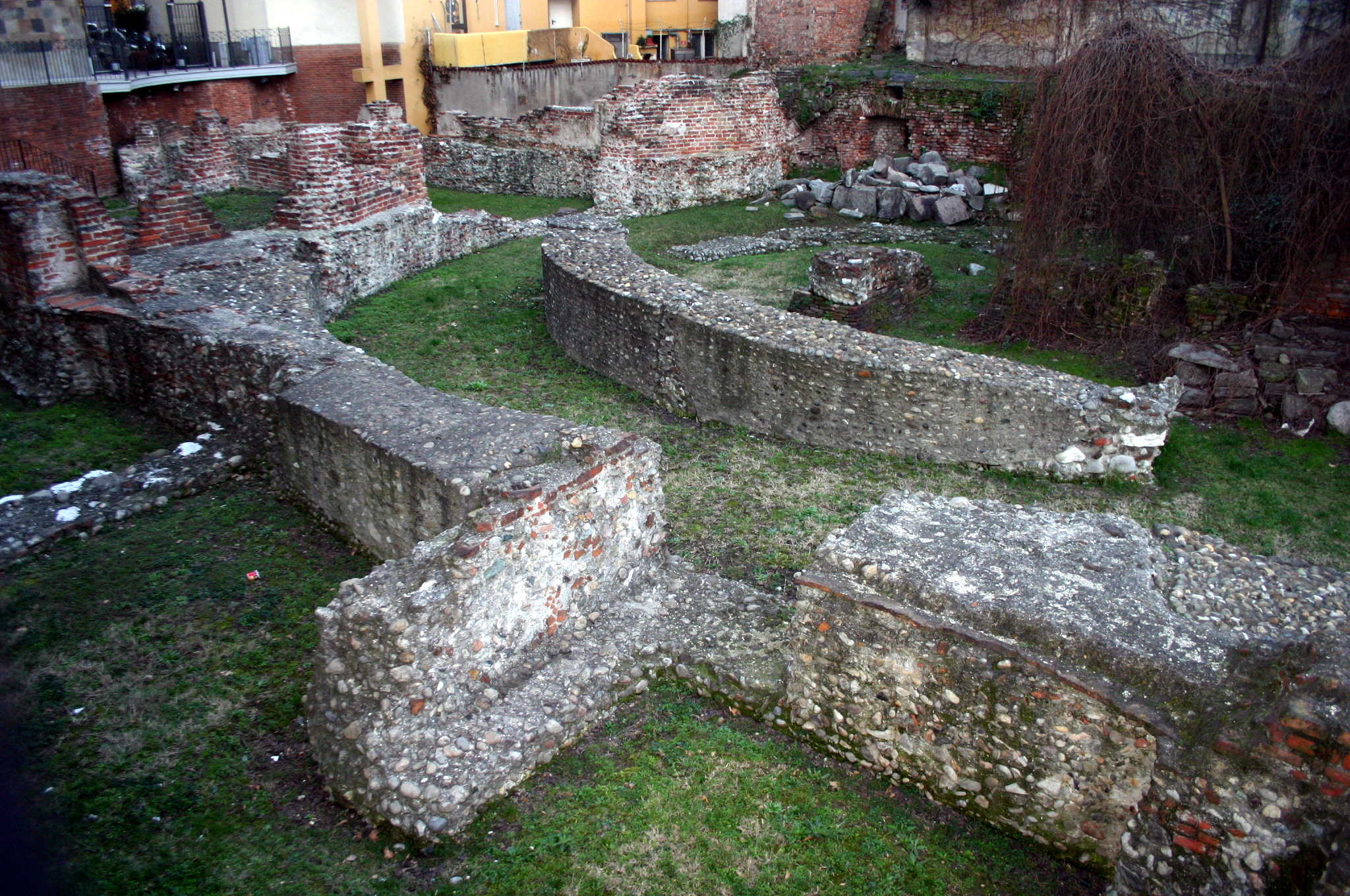
I resti del palazzo imperiale di Mediolanum che si trovano nella moderna via Brisa, dell'epoca dell'imperatore Massimiano, che sono situati in un'area verde musealizzata

Le imponenti opere murarie del palazzo imperiale romano di Milano sono state rinvenute nelle moderne via Brisa, piazza Mentana, via Morigi, via Sant'Orsola, via Borromei, via Gorani e piazza Borromeo. Principalmente sono state trovate fondazioni, alcuni muri fuori terra e parti di pavimenti decorati. All'interno del palazzo erano presenti degli impianti termali, i cui resti sono stati messi in luce in via Santa Maria della Valle (non molto distante da via Bagnera) nei pressi della chiesa di San Giorgio al Palazzo (chiamata baniaria in un documento del 1025), dove nel medioevo Landolfo Seniore ricordava vi fosse proprio in questo luogo una simile e successiva struttura termale.
Nei resti presenti nella moderna via Brisa, la cui estensione totale è di 2 160 metri quadri, è possibile riconoscere delle strutture di fondazione, oggi all'aperto, di un impianto termale che sembra riferirsi al nucleo più a nord del Palazzo, settore destinato alla rappresentanza, dove l'imperatore riceveva dignitari, principi o re stranieri venuti a fargli visita. Si è inoltre ipotizzato che l'edificio della moderna via Brisa si affacciasse in origine su un'ampia esedra ad emiciclo, che a sua volta era prospiciente alla strada che costeggiava il vicino circo romano di Milano, ad ovest del palazzo.

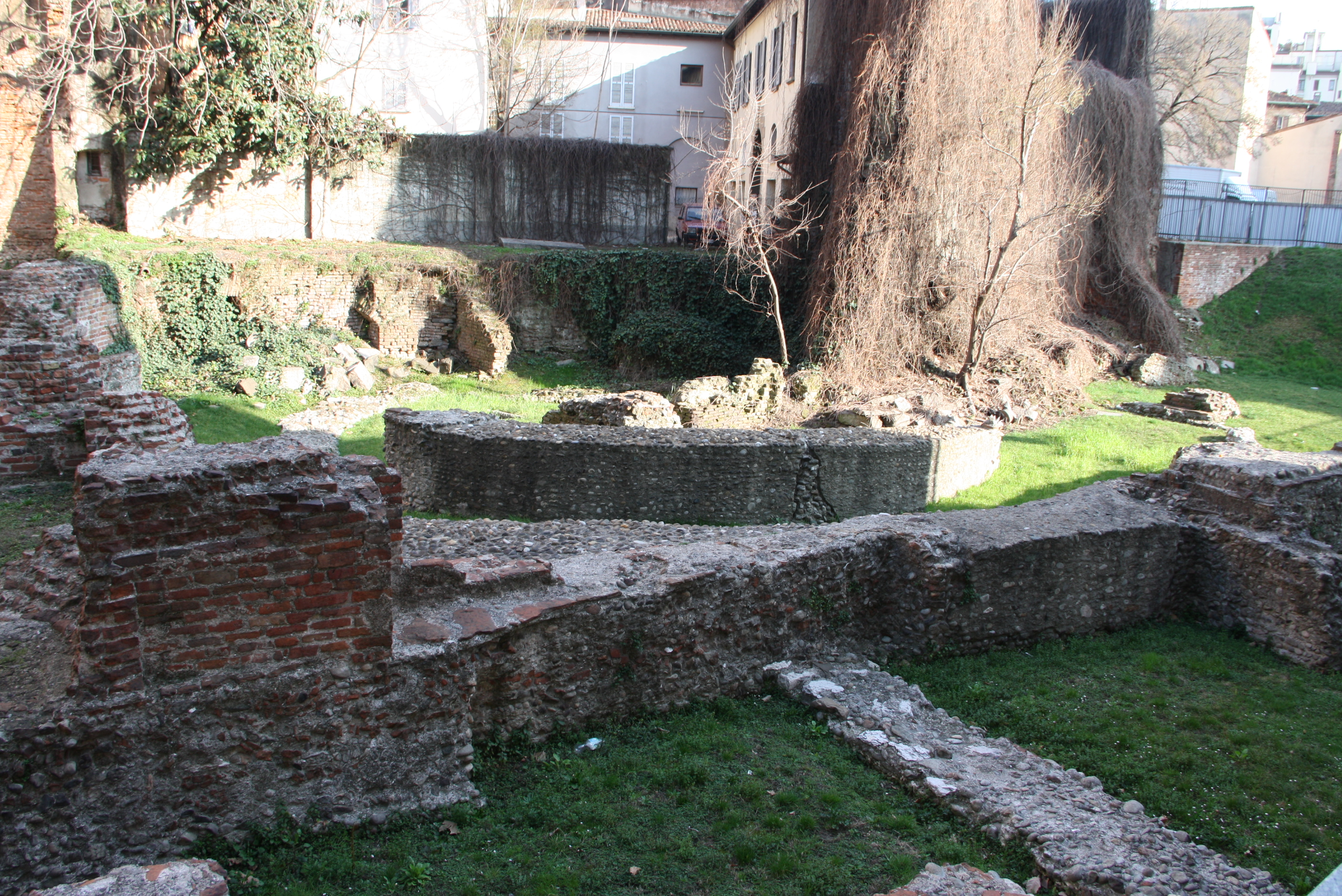
I resti del palazzo imperiale di Mediolanum che si trovano nella moderna via Brisa, dell'epoca dell'imperatore Massimiano, che sono situati in un'area verde musealizzata

Rinvenuti grazie a scavi effettuati tra il 1951 e il 1962, i resti del palazzo nella moderna via Brisa sono facilmente visibili perché situati in un'area verde all'aperto musealizzata. Nello specifico, nella moderna via Brisa, si trovano i resti della parte del palazzo che un tempo era destinato alla funzione di rappresentanza. Questi ambienti erano perlopiù absidati, come testimoniato dalla forma curvilinea di molti resti dei tratti di muro. Nella moderna via Brisa sono presenti i resti di alcune fondazioni del piano rialzato del complesso architettonico, del locale centrale del palazzo (avente diametro di 20,70 metri) dove confluivano gli altri ambienti, un tempo contraddistinto da un imponente colonnato, nonché i resti della stanza dove venivano ricevuti gli ospiti e alcuni locali minori, la maggior parte dei quali era absidata. Nella moderna via Brisa sono stati trovati anche i resti dell'impianto di riscaldamento del palazzo e dell'impianto dello smaltimento delle acque, nonché i frammenti di lastre in marmo greco che un tempo rivestivano le pareti, frammenti di serpentino, porfido e di intonaco dipinto.
Nelle moderne via Gorani e piazza Borromeo sono stati invece rinvenuti alcuni resti di cortili porticati, ovvero dell'elemento architettonico che costituiva la base del complesso architettonico del palazzo imperiale romano di Milano. Nella moderna via Gorani 4, in particolare, sono stati trovati i resti di diversi ambienti, perlopiù absidati, un tempo appartenenti alla parte nord occidentale del palazzo. Nello specifico sono venuti alla luce un locale dove era presente una delle camere di combustione che serviva a riscaldare il palazzo, due domus risalenti a un periodo compreso tra il I secolo e il III secolo poi demolite e inglobate nell'erigendo palazzo, due sale di rappresentanza un tempo riccamente decorate (in corrispondenza di una di esse è stato rinvenuto anche un mosaico un tempo appartenente al pavimento), un muro e una base di una colonna del peristilio, un altro locale di rappresentanza con pavimento ricoperto da un mosaico, di cui sono state trovate tracce, nonché alcune monete, tra cui una risalente all'imperatore Massimiano e un'altra all'imperatore Costanzo II. Il sito della moderna via Gorani 4 è parzialmente accessibile al pubblico.
Appartenente al palazzo è anche la colonna del Diavolo, colonna di epoca romana posta in piazza Sant'Ambrogio a Milano di fronte alla basilica di Sant'Ambrogio, che è anche conosciuta con il nome di "colonna imperiale".

## Mappa dettagliata di Mediolanum

Mappa dell'antica Milano romana (Mediolanum) (secoli III-V) con indicate le mura e le porte romane di Milano, il foro romano di Milano, il teatro romano di Milano, l'anfiteatro romano di Milano, il circo romano di Milano, l'area del palazzo imperiale romano di Milano (in rosa più tenue), la zecca romana di Milano, le terme Erculee, il mausoleo imperiale di Milano, la via Porticata con l'arco trionfale, i magazzini annonari romani di Milano (lat. horrea), il porto fluviale romano di Milano, i castelli romani di Milano e le basiliche paleocristiane di Milano